# Christuskirche (Köln-Dellbrück)

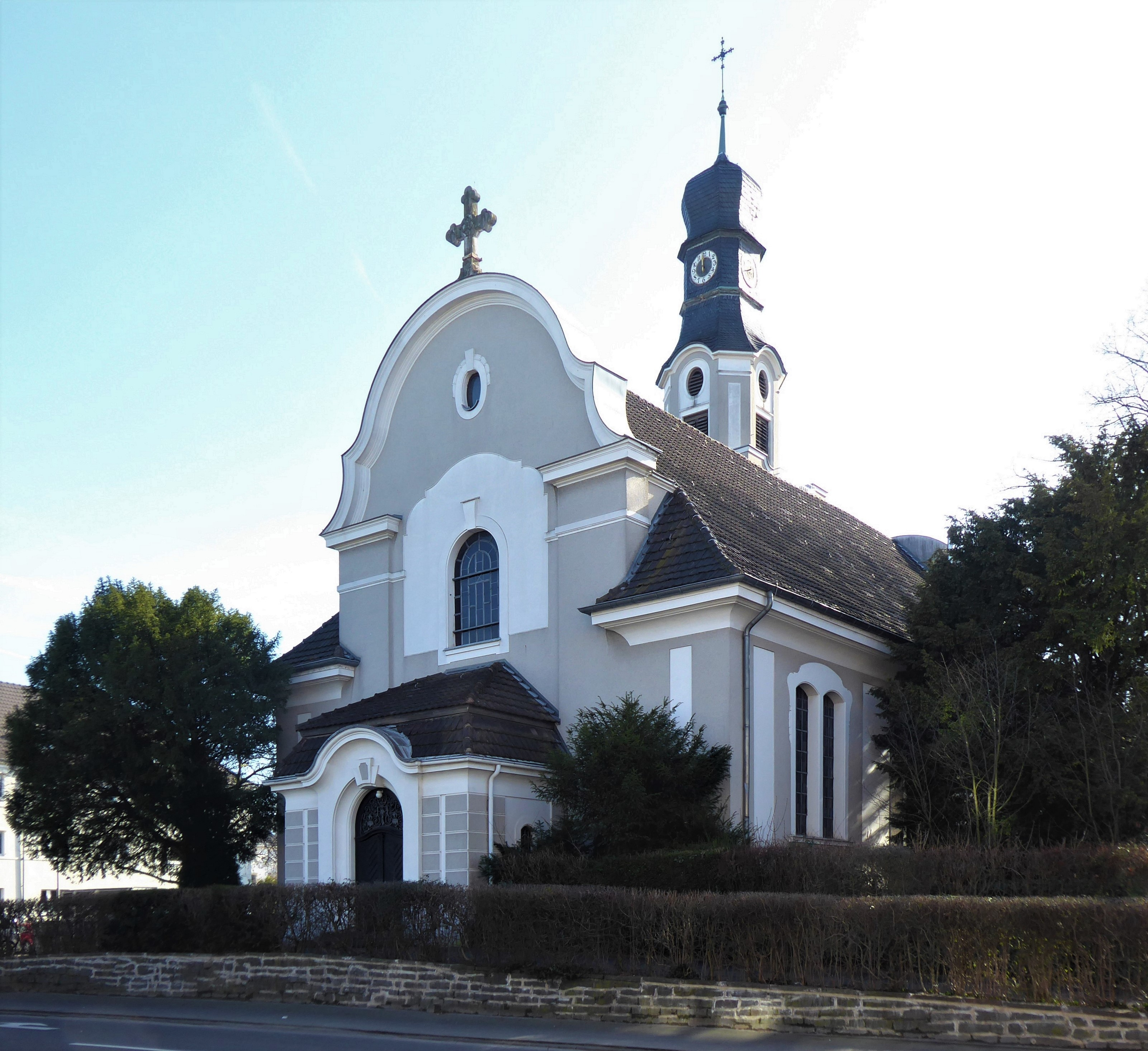
Christuskirche in Köln-Dellbrück

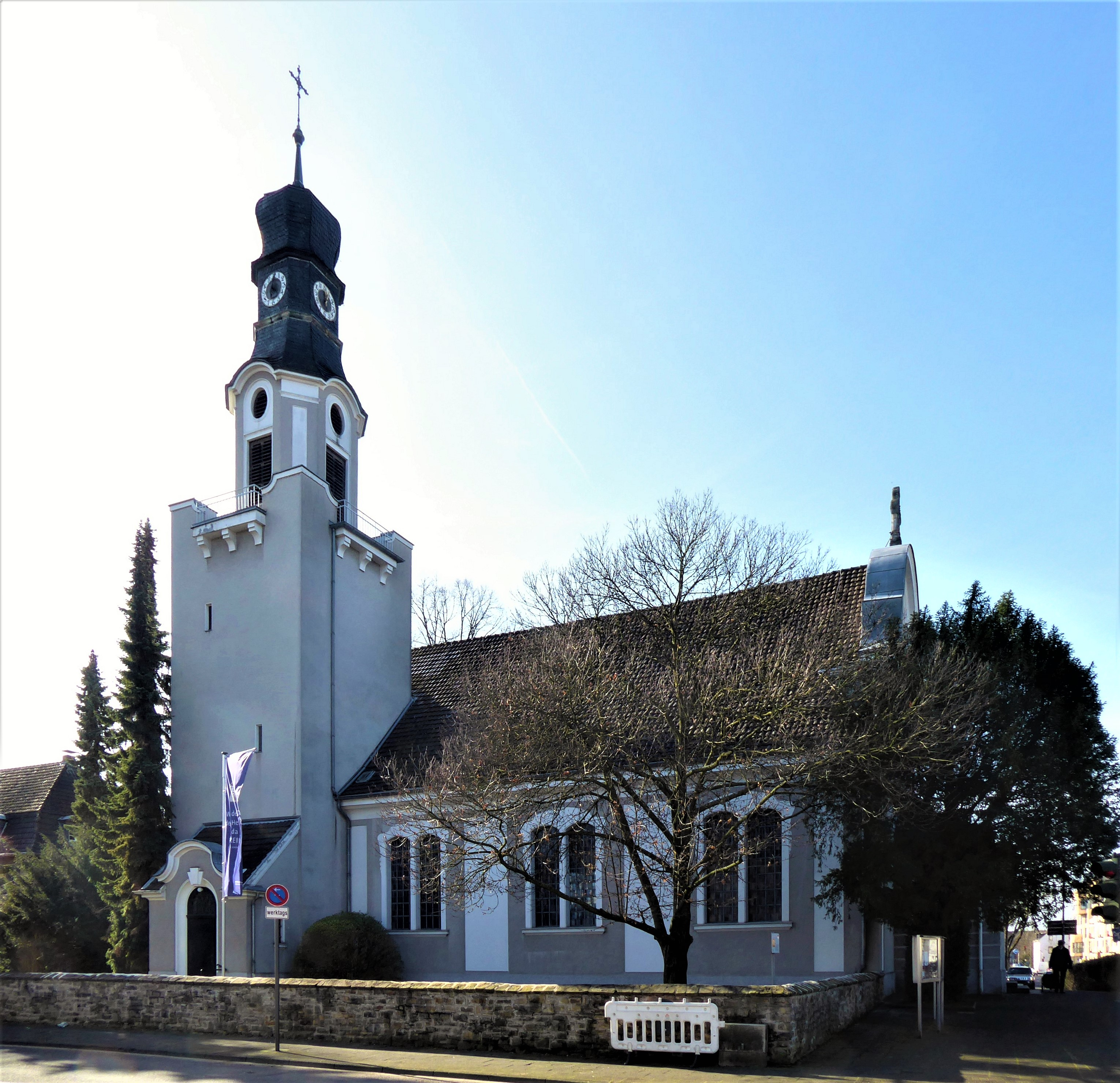
Christuskirche, Blick von Nordost

Die Christuskirche ist eine evangelische Kirche im rechtsrheinischen Kölner Vorort Dellbrück. Sie wurde im neobarocken Stil nach Plänen des Architekten Otto March erbaut und am 18. Juni 1905 feierlich eingeweiht.

## Geschichte
Nachdem es um 1890 in Dellbrück nur „eine Hand voll“ Protestanten gegeben hatte, entwickelte sich die Gemeinde im Zuge der fortschreitenden Industrialisierung sehr schnell. Es wurde eine evangelische Schule ins Leben gerufen, und im März 1903 beschloss die Gemeinde Mülheim den Bau einer Kirche in Dellbrück.
Der protestantische Industrielle und Rittergutsbesitzer Paul von Andreae stiftete den Bauplatz für die Kirche und für ein später zu errichtendes Pfarrhaus. Die Kirche wurde nach den Plänen des Architekten Otto March aus Berlin im neobarocken Stil errichtet. Die Grundsteinlegung erfolgte am 24. April 1904 im Beisein der drei Mülheimer Pfarrer, des Presbyteriums sowie einer großen Anzahl Dellbrücker Gemeindeglieder. Die feierliche Einweihung folgte am 18. Juni 1905 durch den Generalsuperintendenten Valentin Umbeck.
Die beiden Weltkriege verschonten die Kirche nicht. Zweimal wurden die Glocken eingeschmolzen. Im Zweiten Weltkrieg deckte am 19./20. Mai 1944 eine Luftmine das Kirchendach fast komplett ab, und beim Einmarsch der Alliierten im April 1945 brachte Artilleriefeuer das Dach zum Teil zum Einsturz. Am 21. Dezember 1947 konnte die Kirche wieder benutzt werden, und am 27. Juni 1954 erklangen zum dritten Male neue Glocken. 1956 wurde die Kirche innen renoviert, die Kanzel versetzt und ihr Deckel entfernt. Am 11. Juni 1967 erhielt die Kirche eine neue Orgel. Im Herbst 1989 wurden Dach und Außenputz erneuert.
Ab dem Jahr 2000 liefen Überlegungen zur Neugestaltung des Kircheninnenraums, und am 30. November 2003 konnte die Fertigstellung der Innenrenovierung gefeiert werden. Im Juni 2005 wurde das 100-jährige Jubiläum mit einer Festwoche gefeiert, bei der jeder Tag unter einem bestimmten Motto stand:
Eröffnungsveranstaltung mit dem Festgottesdienst und der Predigt vom Ratsvorsitzenden der Evangelischen Kirche in Deutschland i. R. Manfred Kock. Im Anschluss wurde die Festschrift „100 Jahre Christuskirche“ vorgestellt, die von Gemeindemitgliedern erstellt worden war. Am Nachmittag fand die Orgelwanderung als ökumenische Veranstaltung statt, und am Abend trat das Kirchenkabarett „Klüngelbeutel“ auf.
„Tradition und Zukunft der Kirche“ Hier wurden ein Seniorenfest und eine Diskussionsveranstaltung im Dellbrücker Forum unter dem Titel „Kirche ein Ärgernis“ angeboten.
„Tag der Jugend“ mit Konfirmandentag, Quiz, Fußballturnier, Diskussionsveranstaltung „Jugend wohin“ und Jugendkonzert.
„Dellbrück und die Christuskirche“ mit Vorstellung der Dellbrücker Vereine.
„Frauentag“ mit Frauenfilmfrühstück und Frauenschola.
„Tag der Musik“ mit Darstellung der Orgel, Jugendorchester, Chorkonzert Sommernachtstraum mit Lichtregie in der Kirche und anschließend eine lange Musiknacht.
„Familientag“, Kinder bauen eine Kirche, Kindermusical, Prämierung Fotowettbewerb und „Open Air“- Kulturabend.
Abschlussgottesdienst mit dem Präses der Evangelischen Kirche im Rheinland Nikolaus Schneider.
Täglich luden Café und Ausstellung von Bauunterlagen und Fotos aus der Geschichte ein. Jeden Abend wurde eine kurze Abendandacht von einem Geistlichen gehalten, der in den letzten Jahren Verbindungen zur Christuskirche gehabt hatte.

## Chormusik
Vom 1. Januar 1927 bis zum Ende 1955 war Theodor Henniger als Chorleiter und Organist tätig, dessen Arbeit von der barocken Kirchenmusik zwischen Schütz und Bach geprägt war.
Von 1970 bis 1990 war Elke Mascha Blankenburg Kantorin der Gemeinde, die von ihr als Kinder- und Jugendchor gegründete Kölner Kurrende entwickelte sich zu einem renommierten Chor von überregionaler Bedeutung.
Seit 1997 setzt Kirchenmusikerin Mechthild Brand die Tradition fort und hat das Repertoire des Chores, der Kantorei Coro con spirito an oratorischen Chor- und Orchesterwerken erheblich erweitert.

## Orgel
Die Orgel wurde 1967 von der Firma Orgelbau Willi Peter aus Köln-Mülheim geliefert. Sie verfügt über Schleifladen, mechanische Tontraktur, elektrische Koppeln und eine elektrische Registratur. 20 Register sind auf zwei Manuale und Pedal verteilt. Die Peter-Orgel hat folgende Disposition:
| I Hauptwerk C–g3 |       |
| Prinzipal        | 8′    |
| Rohrflöte        | 8′    |
| Oktave           | 4′    |
| Koppelflöte      | 4′    |
| Flachflöte       | 2′    |
| Kornett III      | 2 ⁄3′ |
| Mixtur IV        |       |
| Sesquialtera III | 2⁄5′  |
| Trompete         | 8′    |

| II Schwellwerk C–g3 |    |
| Holzgedackt         | 8′ |
| Gemshorn            | 8′ |
| Gedacktflöte        | 4′ |
| Prinzipal           | 2′ |
| Scharf III          | 1′ |
| Vox humana          | 8′ |
| Tremulant           |    |

| Pedal C–f1      |       |
| Subbass         | 16′   |
| Offenbass       | 8′    |
| Choralbass      | 4′    |
| Rauschpfeife II | 2 ⁄3′ |
| Posaune         | 8′    |

- Koppeln:
  - Normalkoppeln: II/I, II/P, I/P (als Auftritte und Handregister)
- Spielhilfen: Dreifache Setzerkombination, general und für jedes Werk geteilt, Tutti, Jalousieschweller für Schwellwerk

## Glocken
Die große Glocke „Friedensglocke“ trägt die Inschriften „Ehre sei Gott in der Höhe und Frieden auf Erden“ sowie „Den Opfern der Weltkriege 1914–1918 und 1939–1945 zum Gedächtnis“, die mittlere „Betglocke“ „Betet ohn’ Unterlaß! Christus lebt immerdar und vertritt uns“, die kleine „Taufglocke“ von 1925 hat den gegenüber ihrer Vorgängerin von 1905 erweiterten Sinnspruch „Seid fleißig, zu halten die Einigkeit im Geist durch das Band des Friedens“. Die Glocken läuten neben dem Gottesdienst zu den Tageszeiten morgens, mittags und abends.
| Läuteordnung Christuskirche | Läuteordnung Christuskirche |
| --------------------------- | --- |
| Glocke 1                    | b´ „Taufglocke“ |
| Glocke 2                    | as´ „Betglocke“ |
| Glocke 3                    | f´ „Friedensglocke“ |
| Glocke 1                    | Während des Vaterunsers, des Taufaktes, bei Trauungen während des Ringwechsels und Segens |
| Glocke 2                    | drei Minuten werktäglich um 07:30, 12:00 und 19:00 Uhr Sonn- und feiertags um 12:00 und 19:00 Uhr |
| Glocke 3                    | zehn Minuten bei Beerdigungen, Karfreitag (als einzige Glocke) nur beim Gottesdienst, sonst kein Läuten; Karsamstag ebenfalls kein Läuten                                                                                          |
| Alle drei Glocken           | 15 Minuten vor allen Hauptgottesdiensten. Fünf Minuten vor Trauungen, Taufen, Andachten, Sondergottesdiensten und Trauerfeiern in der Kirche. 15 Minuten Neujahr um 00:00 Uhr. 15 Minuten an Samstagen um 18:45 – Feierabendläuten |